# Burg Opárno

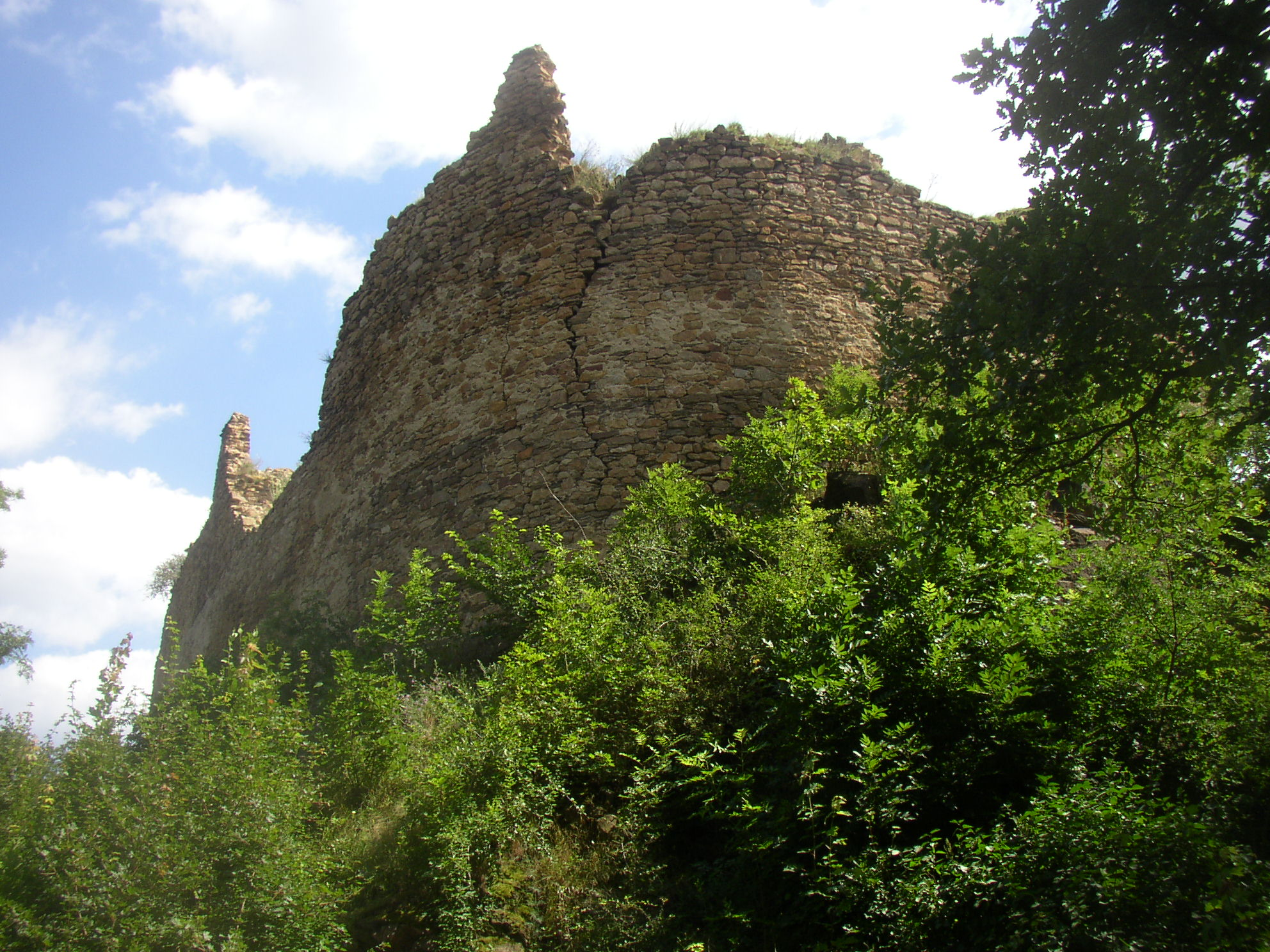
Burg Opárno

Die Burg Opárno, auch Opáren (deutsch Wopparn) befindet sich auf einer Anhöhe über dem Milleschauer Bach nahe der Gemeinde Opárno (Wopparn) im linkselbischen Böhmischen Mittelgebirge in Tschechien. Die Burg war vom seltenen Typ einer Burg ohne Bergfried oder Wohnturm; nur die mächtige, zinnenbekrönte Mantelmauer übte die Wehrfunktion aus. Heute sind nur noch die Außenmauern und Reste der Gebäude im Inneren erhalten.
Begründet wurde die Burg um das Jahr 1344 durch Smil von Vchynice, einem Vorfahren derer von Kinsky. 1536 wurde sie als wüst bezeichnet.